# سالم الموزعي
سالم عوض أحمد الموزعي مواليد 1 يناير 1992 لاعب كرة قدم يمني يجيد اللعب في خط الهجوم في نادي التلال ومنتخب اليمن.
لعب سابقاً في نادي حسان أبين .

## روابط خارجية
- سالم الموزعي على موقع ناشيونال فوتبول تيمز (الإنجليزية)
- سالم الموزعي على موقع كووورة